# Acacia smeringa
Acacia smeringa é uma espécie de leguminosa do gênero Acacia, pertencente à família Fabaceae.